# Biochemical Society
Die Biochemical Society ist eine britische Gelehrtengesellschaft für Biochemie.
Sie wurde 1911 als "Biochemical Club" gegründet von Benjamin Moore, W.D. Halliburton und anderen. 1912 erwarb der Club das Biochemical Journal. 1913 änderte der Club seinen Namen in Biochemical Society.
Das Hauptquartier befand sich ursprünglich an der Straße Portland Place in Marylebone; Portland Press ist das Verlagshaus der Gesellschaft.